# رمیلی-سور-تی
رمیلی-سور-تی (به فرانسوی: Remilly-sur-Tille) یک کمون در فرانسه با جمعیت ۷۸۳ نفر است که در Canton of Dijon-2 واقع شده‌است.